# Miristicina
La miristicina è una sostanza presente negli olii essenziali di alcuni vegetali.
Le sue caratteristiche neurotossiche la rendono pertanto una sostanza antinutrizionale. È presente negli olii essenziali di alcune piante edibili, come il prezzemolo, noce moscata, aneto e carote; comunque la concentrazione non è tale da sortire effetti tossici per le normali dosi usate in cucina.
Un alto contenuto relativo è stato rinvenuto nei semi della rarissima Portenschlagiella ramosissima.